# Lugovi, Pljevlja
Lugovi este un sat din comuna Pljevlja, Muntenegru. Conform datelor de la recensământul din 2003, localitatea are 16 locuitori (la recensământul din 1991 erau 19 locuitori).

## Demografie
În satul Lugovi locuiesc 13 persoane adulte, iar vârsta medie a populației este de 39,8 de ani (44,2 la bărbați și 35,5 la femei). În localitate sunt 3 gospodării, iar numărul mediu de membri în gospodărie este de 5,33.
|  |

| Demografie | Demografie | Demografie |
| An         | Locuitori  | Locuitori  |
| ---------- | ---------- | ---------- |
|            |            |            |
|            |            |            |
|            |            |            |
|            |            |            |
| 1948       | 67         |            |
| 1953       | 55         |            |
| 1961       | 44         |            |
| 1971       | 43         |            |
| 1981       | 29         |            |
| 1991       | 19         | 19         |
| 2003       | 16         | 16         |

| \| Componența etnică conform recensământului din 2003[2] \| Componența etnică conform recensământului din 2003[2] \| Componența etnică conform recensământului din 2003[2] \| Componența etnică conform recensământului din 2003[2] \| Componența etnică conform recensământului din 2003[2] \| \| ----------------------------------------------------- \| ----------------------------------------------------- \| ----------------------------------------------------- \| ----------------------------------------------------- \| ----------------------------------------------------- \| \| \| \| \| \| \| \| Sârbi \| Sârbi \| \| 16 \| 100% \| \| necunoscută \| necunoscută \| \| 0 \| 0% \| |             |  |    |      |
| Componența etnică conform recensământului din 2003 |             |  |    |      |
| |             |  |    |      |
| Sârbi | Sârbi       |  | 16 | 100% |
| necunoscută | necunoscută |  | 0  | 0%   |